# Sound of White Noise
Sound of White Noise (с англ. — «Звук белого шума») — шестой студийный альбом американской треш-метал-группы Anthrax, выпущенный 25 мая 1993 года на лейбле Elektra Records. Альбом спродюсировали музыканты квинтета и Дэйв Джерден, который ранее продюсировал альбом Symbol of Salvation группы Джона Буша Armored Saint. Sound of White Noise стал первой полноформатной пластинкой коллектива с участием нового вокалиста Джона Буша и последней — с соло-гитаристом Дэном Спитцем.
Диск занял 7-е место в американском чарте Billboard 200.

## Список композиций
Слова и музыка всех песен — написаны Джоном Бушем, Скоттом Иэном, Фрэнком Белло и Чарли Бенанте, кроме «Black Lodge», созданной вышеперечисленными музыкантами и Анджело Бадаламенти.
| №                   | Название              | Длительность |
| ------------------- | --------------------- | ------------ |
| 1.                  | «Potters Field»       | 5:00         |
| 2.                  | «Only»                | 4:56         |
| 3.                  | «Room for One More»   | 4:56         |
| 4.                  | «Packaged Rebellion»  | 6:16         |
| 5.                  | «Hy Pro Glo»          | 4:30         |
| 6.                  | «Invisible»           | 6:10         |
| 7.                  | «1000 Points of Hate» | 5:00         |
| 8.                  | «Black Lodge»         | 5:25         |
| 9.                  | «C₁₁ H₁₇ N₂ O₂ S Na»  | 4:25         |
| 10.                 | «Burst»               | 3:41         |
| 11.                 | «This Is Not an Exit» | 6:49         |
| Общая длительность: | Общая длительность:   | 57:08        |

| №                   | Название                                     | Автор(ы)                                                             | Длительность |
| ------------------- | -------------------------------------------- | -------------------------------------------------------------------- | ------------ |
| 12.                 | «Auf Wiedersehen» (кавер-версия Cheap Trick) | Рик Нильсен, Том Петерссон                                           | 3:31         |
| 13.                 | «Cowboy Song» (кавер-версия Thin Lizzy)      | Фил Лайнотт, Брайан Дауни                                            | 5:03         |
| 14.                 | «London» (кавер-версия The Smiths)           | Моррисси, Джонни Марр                                                | 2:52         |
| 15.                 | «Black Lodge» (strings mix)                  | Джон Буш, Скотт Иэн, Фрэнк Белло, Чарли Бенанте, Анджело Бадаламенти | 5:21         |
| Общая длительность: | Общая длительность:                          | Общая длительность:                                                  | 73:73        |

| №                   | Название                                                       | Автор(ы)                                                                   | Длительность |
| ------------------- | -------------------------------------------------------------- | -------------------------------------------------------------------------- | ------------ |
| 1.                  | «Noisegate» (продюсеры: Чарли Бенанте и Брайан Карлстром)      | Anthrax                                                                    | 4:25         |
| 2.                  | «Cowboy Song» (кавер-версия Thin Lizzy)                        | Фил Лайнотт, Брайан Дауни                                                  | 5:06         |
| 3.                  | «Auf Wiedersehen» (кавер-версия Cheap Trick)                   | Рик Нильсен, Том Петерссон                                                 | 3:33         |
| 4.                  | «Looking Down the Barrel of a Gun» (кавер-версия Beastie Boys) | Майкл Даймонд, Адам Хоровиц, Джон Кинг, Адам Яух, Мэтт Дайк, Майкл Симпсон | 3:09         |
| Общая длительность: | Общая длительность:                                            | Общая длительность:                                                        | 16:13        |

## Участники записи
Приведены по сведениям базы данных Discogs

| Anthrax: - Джон Буш — ведущий вокал - Дэн Спитц — соло-гитара, бэк-вокал - Скотт Иэн — ритм-гитара, бэк-вокал - Фрэнк Белло — бас-гитара, бэк-вокал - Чарли Бенанте — ударные, концепция художественного оформления, фотографии Приглашённые музыканты: - Винсент Белл — гитарные партии тремоло в «Black Lodge» - Анджело Бадаламенти — синтезаторы, оркестровка и аранжировка синтезаторов и дополнительных гитар в «Black Lodge» - Кенни Ландрам — синтезаторы - Terminator X — скретч в «1000 Points of Hate» Технический персонал: - Дэйв Джерден — музыкальный продюсер, сведение - Стив Рэлбовски — A&R-менеджер - Марша Зазула — менеджмент | Технический персонал: - Эдди Шрейер — инженер мастеринга - Брайан Карлстром — звукорежиссёр - Майк Баумгартнер — ассистент звукорежиссёра (запись партий ударных и бас-гитары) - Аннет Сиснерос — ассистент звукорежиссёра (запись партий ритм-гитары) - Эд Коренго — ассистент звукорежиссёра (запись партий ударных и бас-гитары) - Дженнифер Моннар — ассистент звукорежиссёра (сведение) - Скотт Ральстон — ассистент звукорежиссёра (запись партий соло-гитары и вокала) - Робин Линч — арт-директор - Пол Элледж — концепция художественного оформления, фотографии - Марк Фокс — художественное оформление |

## Позиции в хит-парадах и уровни продаж

### Еженедельные чарты
| Чарт (1993)                             | Высшая позиция | Пребывание |
| --------------------------------------- | -------------- | ---------- |
| Австралия (ARIA)                        | 30             | 6 недель   |
| Великобритания (UK Albums Chart)        | 14             | 3 недели   |
| Германия (Offizielle Top 100)           | 35             | 8 недель   |
| Канада (RPM Top Albums/CDs)             | 13             | нет данных |
| Нидерланды (Album Mega Top 100)         | 52             | 6 недель   |
| Новая Зеландия (RMNZ)                   | 46             | 1 неделя   |
| США (Billboard 200)                     | 7              | 17 недель  |
| Финляндия (The Official Finnish Charts) | 9              | 9 недель   |
| Швейцария (Schweizer Hitparade)         | 40             | 1 неделя   |
| Швеция (Sverigetopplistan)              | 21             | 3 недели   |

### Сертификации
| Регион | Сертификация | Продажи  |
| --- | ------------ | -------- |
| Канада (Music Canada) | Золотой      | 50 000^  |
| США (RIAA) | Золотой      | 511 284^ |
| * Данные о продажах приведены только на основе сертификации. ^ Данные о тиражах приведены только на основе сертификации. |              |          |